# Medlov (Zborovice)
Medlov je vesnice, část obce Zborovice v okrese Kroměříž. Nachází se asi 1,5 km na severozápad od Zborovic. Je zde evidováno 101 adres. Trvale zde žije 244 obyvatel.
Medlov leží v katastrálním území Medlov u Zborovic o rozloze 2,66 km2.

## Název, historie
Místní jméno patrně pochází od zakladatele obce, který se jmenoval Medlo z Počenic. Zemřel v roce 1360. V letech 1365, 1368 a 1415 se píše Medlow a roku 1670 Mydlow. V roce 1356 Buzek z Počenic prodal Medlov Rackovi ze Zborovic a jeho bratrům. Po Rackovi přešel na Matěje z Rataj, později je koupil Jan z Morkovic. V roce 1583 prodán Medlov majitelům z Dřínova. V roce 1960 byl Medlov sloučen se Zborovicemi, stal se místní částí Zborovic.

## Obyvatelstvo

### Struktura
Vývoj počtu obyvatel za celou obec i za jeho jednotlivé části uvádí tabulka níže, ve které se zobrazuje i příslušnost jednotlivých částí k obci či následné odtržení.
| Místní části   | Místní části | 1869 | 1880 | 1890 | 1900 | 1910 | 1921 | 1930 | 1950 | 1961 | 1970 | 1980 | 1991 | 2001 | 2011 |
| -------------- | ------------ | ---- | ---- | ---- | ---- | ---- | ---- | ---- | ---- | ---- | ---- | ---- | ---- | ---- | ---- |
| Počet obyvatel | část Medlov  | 288  | 322  | 364  | 364  | 385  | 384  | 357  | 331  | 496  | 348  | 313  | 262  | 244  | 214  |
| Počet domů     | část Medlov  | 44   | 48   | 64   | 68   | 72   | 75   | 84   | 88   | -    | 90   | 87   | 94   | 92   | 94   |